# Emor
Emor (Biblisches Hebräisch אֱמֹר ‚Sage‘ [den Priestern]) bezeichnet einen Leseabschnitt (Parascha oder Sidra genannt) der Tora und umfasst den Text Leviticus/Wajikra 21–24 (21 , 22 , 23 , 24  – ELB-Links: 21 , 22 , 23 , 24 ).
Es handelt sich um die Sidra des 2. oder 3. Schabbats im Monat Ijjar.

## Wesentlicher Inhalt
- Verbot für die Priester, sich an einer Leiche zu verunreinigen (ausgenommen nächste Blutsverwandte und die Ehefrau)
- Verbot für die Priester, bestimmte Trauerbräuche auszuüben, eine Frau zu heiraten, die verbotenen ehelichen Verkehr gepflogen hat oder aus einer verbotenen Ehe stammt oder geschieden wurde
- Der Hohepriester darf sich auch nicht am Leichnam des Vaters oder der Mutter verunreinigen und auch keine Witwe heiraten
- Vorschriften über Opfer, Schlachtungen, die Feier von Schabbat und aller anderen Feste
- Ewiges Licht (ner tamid) im Heiligtum, 12 Schaubrote
- Todesstrafe für Lästerung des göttlichen Namens
- Erstattung für Tötung eines Tieres
- Todesstrafe für Mord an einem Menschen
- Wiedervergeltung der Beschädigung eines Menschen nach dem Grundsatz: Bruch um Bruch, Auge um Auge, Zahn um Zahn

## Haftara
Die zugehörige Haftara ist Ezechiel 44,15–31  .